# オリンピックのメダリスト一覧
オリンピックのメダリスト一覧（オリンピックのメダリストいちらん）は、1896年以降の各オリンピック競技または種別ごとにまとめられたオリンピックのメダリストの一覧の一覧である。

## 夏季競技
| - アーチェリー - ウエイトリフティング - カヌー（男子、女子） - 空手 - 近代五種競技 - ゴルフ - サーフィン - サッカー - 自転車競技（男子、女子、廃止種目） - 射撃 - 柔道 - 水泳 - 競泳（男子、女子） - アーティスティックスイミング - 水球 - 飛込競技 |  | - スケートボード - スポーツクライミング - セーリング - 体操（男子、女子） - 卓球 - テコンドー - テニス - トライアスロン - 馬術 - バスケットボール - バドミントン - バレーボール - ハンドボール - フェンシング（男子、女子） |  | - ボクシング - ホッケー - ボート（男子、女子） - 野球・ソフトボール（野球、 ソフトボール） - ラグビー - 陸上競技（男子、女子） - レスリング |

### 過去の競技
- クリケット
- クロッケー
- 芸術競技
- ジュ・ド・ポーム
- 綱引
- バスクペロタ
- ポロ
- モーターボート
- ラケッツ
- ラクロス
- ロック
- ブレイキン

## 冬季競技
| - アイスホッケー - カーリング - スキー - アルペンスキー - クロスカントリースキー（男子、女子） - スキージャンプ - スノーボード - ノルディック複合 - フリースタイルスキー |  | - スケート - ショートトラックスピードスケート - スピードスケート - フィギュアスケート - バイアスロン - ボブスレー - スケルトン - ボブスレー - リュージュ |